# Pseudophilautus nanus
Pseudophilautus nanus é uma espécie de anfíbio da família Rhacophoridae. Foi endémica do Sri Lanka.